# 許律
許律（韓語：허율，2009年8月29日—），韓國童星，8歲時主演的出道作品電視劇《Mother》受到關注。

## 演艺经历
2017年，許律打敗其他童星，突破了400比1的競爭率，被選爲韓國tvN電視劇《Mother》的主角（被媽媽拋棄的8歲女孩金慧娜），與資深演員李寶英共同演繹劇中重要的假母女角色，並以此作在2018年百想藝術大賞上成為歷年來最年輕的電視部門女子新人演技獎得主。

## 演出作品

### 電視劇
- 2018年：tvN《Mother》飾演 金慧娜／金允福
- 2018年：OCN《客：The Guest》飾演 鄭書允（第8、9集）
- 2020年：Netflix《Sweet Home》飾演 金秀英
- 2021年：KBS2《月升之江》
- 2023年：ENA《幸福对决》
- 2023年：Netflix《Sweet Home 2》飾演 金秀英

### 電影
- 2020年：《陰櫥》飾演 連怡娜

## 獲獎
- 2018年：第54屆百想藝術大獎－電視部門女子新人演技獎（《Mother》）